# OSI协议
开放系统互连协议（Open Systems Interconnection protocols，OSI protocols）是由國際標準化組織和國際電信聯盟電信標準化部門于1977年開始联合制定的一系列信息交换标准（網絡傳輸協議），作為實現OSI模型的網絡傳輸協議。但是为OSI模型设想的網絡傳輸協議OSI协议并没有得到普及，只有X.400、X.500和IS-IS有持久的影响。七层OSI模型倒是经常被用作教学和文档参考。不過开放系统互连协议的目标最終由互联网工程任务组（IETF）维护的TCP/IP协议族成功实现。